# -an
-an este un sufix folosit frecvent în diverse limbi indo-europene. În limba română, la fel ca în alte limbi, sufixul -an formează substantive sau adjective cu sens de referință la ceva. Multe denumiri de locuitori (demonime) se termină cu acest sufix.
Sufixul -an este de asemenea un sufix persan (în persană ـ‌ان sau ـ‌آن), provenit din limba pahlavi și persana modernă, fiind folosit în mod notabil în termenul Iran. Acest sufix este utilizat pentru indicarea locației, formarea pluralului, a infinitivelor, adverbelor și pronumelor personale. Birgit Anette Olsen⁠(d) subliniază că „[u]na dintre funcțiile sufixului iranian -an este derivarea numelor de locuri (nomina loci)”.
Acest sufix este de asemenea larg utilizat în numele multor țări din lume și este similar în utilizare cu -stan⁠(d). Țările cu acest sufix includ: Afganistan, Azerbaidjan, Bhutan, Iran, Kazahstan, Kârgâzstan, Oman, Pakistan, Sudanul de Sud, Sudan, Tadjikistan, Turkmenistan și Uzbekistan.